# Triacanthodidae
Los cochis espinosos son la familia Triacanthodidae de peces marinos incluida en el orden Tetraodontiformes, distribuidos por aguas tropicales y subtropicales del Atlántico, Índico y Pacífico. Su nombre procede del griego: tria (tres) + akantha (aguijón).
Tienen la aleta caudal entre redondeada y truncada, en la aleta dorsal 12 a 18 radios y en la aleta anal 11 a 16.
Son peces bentónicos de aguas profundas.

## Géneros y especies
Existen 23 especies agrupadas en 11 géneros:
- Género Atrophacanthus (Fraser-Brunner, 1950)
  - Atrophacanthus japonicus (Kamohara, 1941)
- Género Bathyphylax (Myers, 1934)
  - Bathyphylax bombifrons (Myers, 1934)
  - Bathyphylax omen (Tyler, 1966)
  - Bathyphylax pruvosti (Santini, 2006)
- Género Halimochirurgus (Alcock, 1899)
  - Halimochirurgus alcocki (Weber, 1913)
  - Halimochirurgus centriscoides (Alcock, 1899)
- Género Hollardia (Poey, 1861)
  - Hollardia goslinei (Tyler, 1968)
  - Hollardia hollardi (Poey, 1861) - Rombo verde
  - Hollardia meadi (Tyler, 1966) - Rombo pardo
- Género Johnsonina (Myers, 1934)
  - Johnsonina eriomma (Myers, 1934)
- Género Macrorhamphosodes (Fowler, 1934)
  - Macrorhamphosodes platycheilus (Fowler, 1934)
  - Macrorhamphosodes uradoi (Kamohara, 1933)
- Género Mephisto (Tyler, 1966)
  - Mephisto fraserbrunneri (Tyler, 1966)
- Género Parahollardia (Fraser-Brunner 1941)
  - Parahollardia lineata (Longley, 1935) - Cochi rombo
  - Parahollardia schmidti (Woods, 1959)
- Género Paratriacanthodes (Fowler, 1934)
  - Paratriacanthodes abei (Tyler, 1997)
  - Paratriacanthodes herrei (Myers, 1934)
  - Paratriacanthodes retrospinis (Fowler, 1934)
- Género Triacanthodes (Bleeker, 1858)
  - Triacanthodes anomalus (Temminck y Schlegel, 1850)
  - Triacanthodes ethiops (Alcock, 1894 )
  - Triacanthodes indicus (Matsuura, 1982)
  - Triacanthodes intermedius (Matsuura y Fourmanoir, 1984)
- Género Tydemania (Weber, 1913)
  - Tydemania navigatoris (Weber, 1913)